# José Vicente Beviá Pastor
José Vicente Beviá Pastor (Sant Vicent del Raspeig, 6 d'octubre de 1933 - 28 de juliol de 2017) fou un polític socialista valencià que fou senador i diputat per Alacant.

## Biografia
Ha estat professor d'ensenyament mitjà. Va ser Director de l'Institut Nacional "Miguel Hernández" d'Alacant (1963-69), Catedràtic de Grec modern de INB Miguel Hernández d'Alacant. Professor de la Universitat d'Alacant (1968-1975) i membre del primer patronat de la Universitat de València en 1971. També del Club d'Amics de la UNESCO i del Consell per al Foment de la Llengua Valenciana.
Però en realitat tota la seva vida l'ha dedicat a la política. De 1966 a 1973 fou regidor de l'ajuntament d'Alacant designat pel terç d'entitats. Va mantenir contactes amb els dirigents del PSPV Ernest Lluch i Vicent Ventura, però finalment es va presentar com a independent a les llistes del Senat del PSP (candidatura Senadores para la Democracia) a les eleccions generals espanyoles de 1977, amb les que fou escollit. A les eleccions generals espanyoles de 1979 fou novament senador per Alacant dins les files del PSPV-PSOE. Ha estat membre de la Diputació Permanent del Senat d'Espanya i vicepresident segon de la Comissió del Defensor del Poble. Posteriorment ha estat diputat per Alacant pel PSOE, partit en el que ingressà el 1978, des de les eleccions generals espanyoles de 1982 fins a les de 2000. Ha estat vicepresident primer de la Diputació Permanent, de la Comissió del Reglament i de la Mesa del Congrés dels Diputats.
També fou membre del Consell del País Valencià (1978-1979) i Conseller de Cultura del País Valencià (1978-1979). El 1996 va rebre la Gran Creu de l'Orde del Mèrit Civil pel reial decret 712/1996 de 26 d'abril. Ha estat guardonat amb el III Premi Maisonnave que atorga la UA "per una activitat continuada en defensa de valors cívics i de la promoció de l'educació i la cultura en la Ciutat d'Alacant" el 3 de desembre de 2004.

## Obres
- "En torno a las estáseis ateniense del S. VI a C.". Revista SAITIBI, XXVI, 1976.
- "En torno a la formación humanística en la segunda mitad del siglo XVIII: el jesuíta alicantino P. José Reig". Revista SAITIBI, XXVI, 1976. I Congrés d'Història del País Valencià, Vol. III, Universitat de València, 1976.
- "Ernest Lluch. Un exemple de tolerància al País Valencià: homenatge a Ernest Lluch a la seu ciutat d'Alacant". Universitat d'Alacant. Vicerectorat d'Extensió Universitària, 2004.
- "Constituciones españolas 1812-1979". Museu Universitat d'Alacant, 2007.